# Meritamen
Meritamen (hay Merytamen, Meritamun, Merytamun), là con gái đồng thời là một Vương hậu của Pharaoh Ramesses II - vị Pharaoh vĩ đại của Ai Cập cổ đại. Bà và hai người chị em khác là Bintanath và Nebettawy đều được sắc phong làm vợ của Ramesses.

## Thân thế

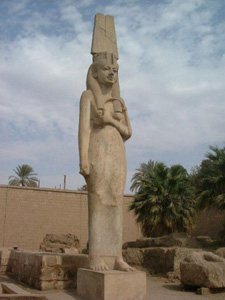
Bức tượng của Meritamen tại đền thờ thần Min, Akhmim

Meritamen là con gái của Ramesses II và Vương hậu Nefertari. Bà là người đứng thứ 4 trong danh sách những công chúa của Ramesses II, ngoài ra bà còn có 5 anh chị em ruột được biết đến (dựa vào những khung tên trên đền thờ của Nefertari tại Abu Simbel), đó là:
- Thái tử Amun-her-khepeshef, hoàng tử trưởng của Ramesses II, được phong thái tử nhưng lại qua đời trước ông.
- Pareherwenemef, hoàng tử thứ ba của Ramesses, được phong nhiều tước trong quân đội. Pareherwenemef mất sớm, trước cả anh mình.
- Meryre, hoàng tử thứ 11, mất khi còn nhỏ.
- Meryatum, hoàng tử thứ 16, được phong làm "Thầy tư tế cấp cao của Ra". Tên ông được khắc trên đền thờ của Vương hậu Nefertari tại Abu Simbel.
- Henuttawy, công chúa thứ 7 của Ramesses, chỉ được biết đến qua một bức tượng tại đền thờ của Nefertari (Abu Simbel) và trên một bức phù điêu cùng với 8 công chúa đầu tiên.

Sau khi Nefertari qua đời (khoảng năm thứ 24 - 25 của Ramesses), Meritamen được sắc lập làm Chánh cung, cùng với Isetnofret (vợ kế của Ramesses II, mẹ đẻ của pharaon Merneptah) và công chúa Bintanath (công chúa lớn nhất của Ramesses II, cũng là con gái của Isetnofret). Có vẻ như ngôi vị Vương hậu ở đây chỉ mang tính nghi thức đối với Meritamen, và con gái sẽ được kế tục tước vị này từ người mẹ.

## An táng

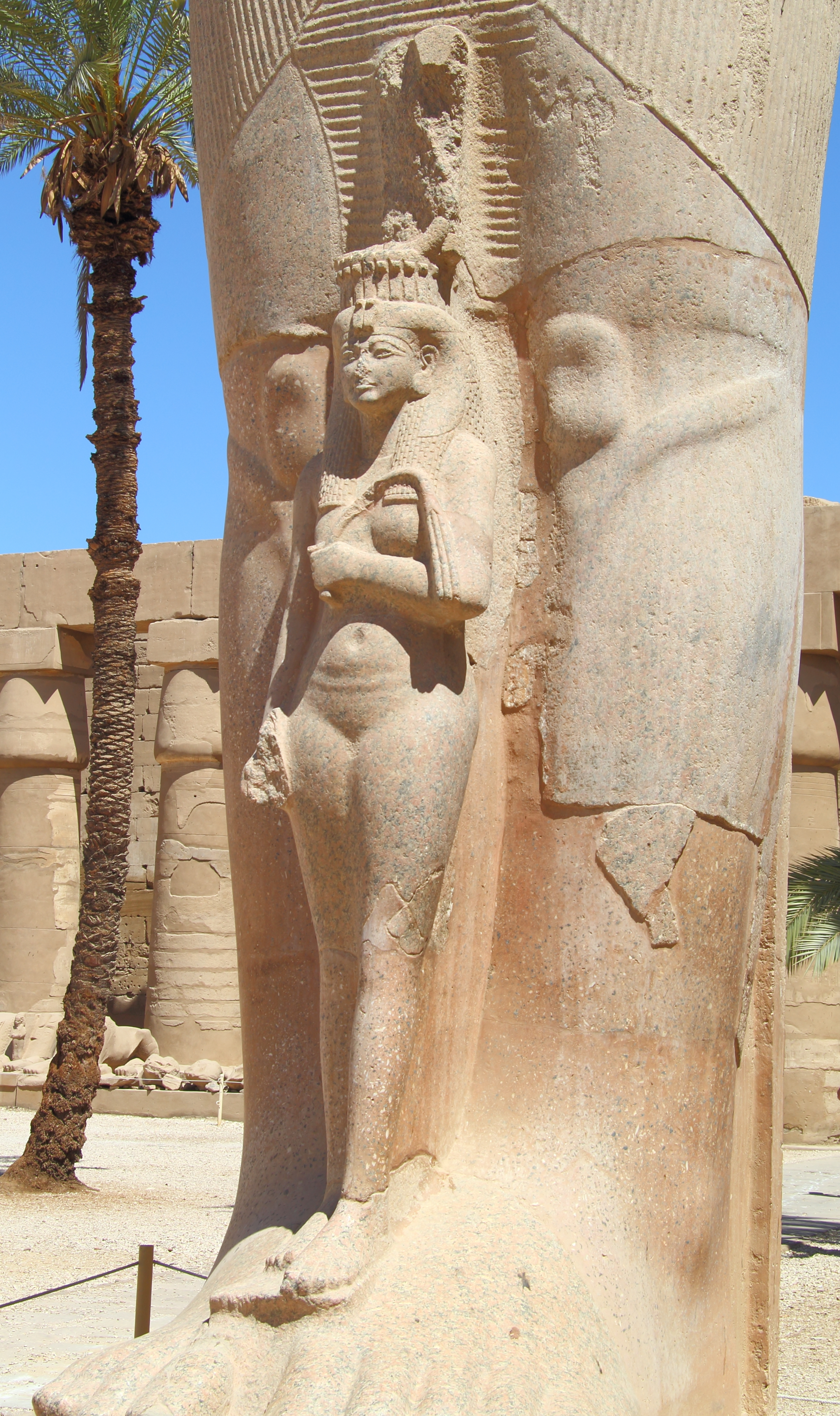
Một bức tượng của Meritamen đứng dưới chân Ramesses II (đền Karnak)

Không rõ Meritamen mất trong thời gian trị vì của cha mình hay là dưới thời Merneptah. Bà được chôn cất tại ngôi mộ QV68, tuy nhiên lại không phát hiện thấy xác ướp. Trên tường mộ, Meritamen được mô tả là đang dâng một rương trang phục cho thần Osiris và Hathor cùng vài dòng văn tự ghi tên hiệu của bà.
Nắp quan tài của công chúa Meritamen hiện đang ở Berlin, trên đó cũng có ghi những danh hiệu và tên gọi của bà: "Con gái của Vua, Người vợ hoàng gia vĩ đại, Nữ nhân của hai vùng đất, Merytamen" và "Thần Osiris, con gái yêu quý của ông, Người vợ hoàng gia vĩ đại, Nữ nhân của hai vùng đất, Merytamen".

## Chứng thực

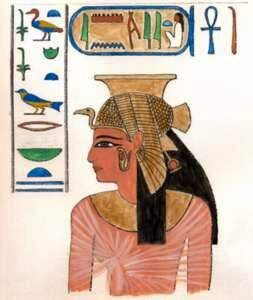
Hình vẽ của Meritamen trên ngôi mộ QV68

Meritamen xuất hiện khá nhiều trên những đền thờ và các bức tượng lớn.
- Bức tượng đá vôi của Meritamen tại đền Ramesseum của Ramesses II[1].
- Những bức tượng lớn của Meritamen được đặt trong ngôi đền Abu Simbel. Một đền thờ nhỏ tại đây được dành cho Nefertari và nữ thần Hathor, trong đó có 2 bức tượng lớn của Nefertari và 4 bức tượng lớn khác của Ramesses. Hai người con gái Meritamen và Henuttawy được tạc 2 bên các tượng của Nefertari[1].
- Một tấm bia đá tại Abu Simbel tái hiện cảnh công chúa Meritamen cùng cha đi tế thần. Nefertari xuất hiện phía dưới tấm bia[1].
- Meritamen cũng xuất hiện 2 lần trên những bức tượng của cha bà tại đền Karnak và đền Luxor[1].
- Một bức tượng tại Tanis, Meritamen đứng giữa chân của Ramesses II[1].
- Một bức tượng khổng lồ của Meritamen tại Akhmim. Trên đó ghi các phong hiệu và những lời ca tụng bà. Một bức tượng lớn khác của Ramesses, theo sau là hai người con gái được sắc phong Vương hậu: Meritamen và Bintanath[2].
- Meritamen và Bintanath cùng xuất hiện trên một bức tượng ở Heracleopolis và trên một cảnh vẽ tại đền thờ Ramesses ở El Kab[1].